# Acaciella barrancana
Acaciella barrancana là một loài thực vật có hoa trong họ Đậu. Loài này được (Gentry) L. Rico mô tả khoa học đầu tiên năm 2006.